# La dama del lago (ópera)
La dama del lago (título original en italiano, La donna del lago) es una ópera seria en dos actos con música de Gioacchino Rossini y libreto en italiano de Andrea Leone Tottola, quien se basó en el poema La dama del lago (The Lady of the Lake), de Sir Walter Scott. Se estrenó en el Teatro San Carlos, de Nápoles, el 24 de octubre de 1819.
Esta ópera fue la primera que se basó en obras románticas de Scott. Para 1840, apenas 20 años después de La dama del lago, hubo 25 óperas italianas sobre obras de Scott (siendo la más famosa la de Donizetti Lucia di Lammermoor), y por otros en alemán, francés e inglés).

## Historia
Se estrenó en el Teatro San Carlos, Nápoles el 24 de octubre de 1819. Se estrenó en Londres en febrero de 1823 y en Estados Unidos en Nueva Orleans en junio de 1829. La obra permaneció virtualmente sin más representaciones durante un siglo hasta su reposición en Florencia en 1958. Fue interpretada en el Festival de Camden, Londres, en 1969, con Kiri Te Kanawa en el rol titular. Esta ópera rara vez se representa en la actualidad; en las estadísticas de Operabase aparece con sólo 7 representaciones para el período 2005-2010.

## Personajes
| Personaje                                                                | Tesitura     | Reparto del estreno, 24 de octubre de 1819 (Director: Gioachino Rossini) |
| ------------------------------------------------------------------------ | ------------ | ------------------------------------------------------------------------ |
| Elena, la dama del lago                                                  | soprano      | Isabella Colbran                                                         |
| Malcolm Groeme                                                           | contralto    | Benedetta Rosmunda Pisaroni                                              |
| Uberto, alias de Giacomo (Rey Jacobo V de Escocia)                       | tenor        | Giovanni David                                                           |
| Douglas, padre de Elena y anterior tutor del rey Jacobo                  | bajo         | Michele Benedetti                                                        |
| Rodrigo, jefe de los Highlanders                                         | baritenor    | Andrea Nozzari                                                           |
| Serano                                                                   | tenor        | Gaetano Chizzola                                                         |
| Albina                                                                   | mezzosoprano | Maria Manzi                                                              |
| Bertram                                                                  | bajo         | Massimo Orlandini                                                        |
| Pastores, cazadores, los hombres del rey, highlanders, cortesanos - coro |              |                                                                          |

## Argumento

### Acto I
Escena 1
Los pastores están vigilando los rebaños al amanecer a orillas del Loch Katrine, y los hombres en los bosques cercanos están cazando (Coro: "Del di la messaggiera"). Elena cruza el lago y canta su añoranza por su verdadero amor, Malcolm (Cavatina: "Oh mattutini albori"). Al borde del lago, Elena se encuentra con el rey Jacobo quien se ha disfrazado como "Uberto" en la esperanza de encontrarse con la bella Elena. Elena cree que es un cazador perdido y ofrece ayuda. Jacobo se muestra conforme y los dos se marchan a la casa de Elena (Duettino: "Scendi nel piccol legno"). Mientras tanto los hombres en su séquito buscan al disfrazado rey (Coro: Uberto! Ah! dove t'ascondi?).
Escena 2
A la llegada en casa de Elena, Uberto/rey Jacobo ve las insignias de sus antepasados y aprende que el padre de Elena es Douglas, el anterior tutor del rey ahora vuelto contra el rey. Los amigos de Elena llegan y cantan su compromiso por su padre a Rodrigo, jefe de la tribu escocesa opuesta al rey Jacobo - los Highlanders. Uberto/Jacobo se vuelve celoso. Determina, sin embargo, que Elena no está enamorada de Rodrigo (Dúo: "Le mie barbare vicende") y deja la casa de Elena algo animado sobre sus propias perspectivas (Dúo: "Cielo! in qual estasi!"). Malcolm llega, habiendo determinado unirse a los Highlanders. A solas, canta sus tiernas memorias de Elena ("Mura felice... Elena! oh tu, che chiamo"). Sin ser visto, Malcolm luego ve a Elena y su padre discutiendo su próximo matrimonio con Rodrigo. Douglas ordena a su hija casarse tal como él ha mandado, a pesar de su renuencia (Aria: "Taci, lo voglio, e basti"). Después de que Douglas se fuera, Malcolm se acerca a Elena y ambos comprometen su mutua e imperecedera devoción (duetino: "Vivere io non potro").
Escena 3
Los guerreros Highlanders dan la bienvenida a su líder Rodrigo (Coro: "Qual rapido torrente"). Rodrigo está ansioso por ver a su futura novia (Cavatina: "Eccomi a voi, miei prodi"). Ella llega con su padre. Douglas recuerda a Elena su obligación y Rodrigo declara su amor. Malcolm llega para unirse a los Highlanders y Rodrigo presenta a Elena como su futura novia. A pesar de los esfuerzos de Elena para esconder sus emociones, tanto Rodrigo como Douglas perciben una conexión entre Malcolm y Elena. Serano entra para advertir de un ataque por las fuerzas del rey. Rodrigo, Malcolm y los guerreros Highlander se preparan para marchar a la batalla ("Su...amici! guerrieri!").

### Acto II
Escena 1
Uberto/Jacobo ha venido a encontrar a Elena con la esperanza de ahorrarle las próximas batallas (Cavatina: "Oh fiamma soave"). Mientras tanto Elena le pide a Serano encontrar a su padre quien está esperando ver antes de que él se marche a la lucha. Uberto/Jacobo se acerca a Elena y le declara su amor. Ella le dice que están enamorados. A pesar de todo, Uberto le entrega a Elena un anillo que él le dice que le fue entregado por el rey. Le dice que le ayudará en tiempos de peligro. Uberto/Jacobo se prepara para marcharse, pero Rodrigo ha oído el anterior intercambio con su novia. Abrumado con celos e ira, Rodrigo ordena a sus hombres que maten a este extraño. Elena ruega a los hombres de Rodrigo, y entonces Rodrigo decide retar a duelo con el propio Uberto. Los dos hombres salen, al tiempo que Elena intenta en vano calmar la situación.
Escena 2
Malcolm, tomando un respiro en la batalla, está buscando a Elena. Serano le dice que ella ha ido detrás de su padre Douglas que está viajando al palacio del rey en busca de paz. Rodrigo ha resultado muerto y los Highlanders se enfrentan a una derrota cierta. Malcolm se dirige a palacio, decidido a rescatar a Elena del peligro incluso si ello significa arriesgar su propia vida (Aria: "Ah! si pera: ormai la morte!").
Escena 3
En el palacio, Douglas ruega a su anterior estudiante el rey Jacobo por el perdón, pero el rey lo rechaza. Mientras tanto, Elena ha obtenido la entrada en el palacio mostrándole su anillo de "Uberto". Ella confía en salvar las vidas de su padre, Malcolm e incluso Rodrigo (inconsciente de su muerte). En la siguiente habitación ella oye la voz de "Uberto" quien está cantando su amor por ella ("Aurora! ah sorgerai"). Elena está encantada, segura de que Uberto la ayudará a obtener una entrevista con el rey.
Escena 4
Los miembros de la corte del rey se han unido a él en su sala del trono (Coro: "Impogna il Re"). Cuando Elena intenta acercarse al rey, el misterio se le revela: Uberto y el rey Jacobo son la misma persona. Jacobo, dulcificando su postura por su afecto hacia Elena, decide perdonar tanto a Douglas como a Malcolm. Elena se alegra de haber salvado tanto a su padre como a su verdadero amor Malcolm, mientras todo el mundo se alegra de que la paz se haya restaurado (Rondo: "Tanti affetti in tal momento!")

## Discografía
| Año  | Elenco: Elena, Malcolm, Uberto (Giacomo), Rodrigo di Dhu                     | Director, Teatro de Ópera y orquesta                                                                         | Sello discográfico:                                         |
| ---- | ---------------------------------------------------------------------------- | --- | ----------------------------------------------------------- |
| 1970 | Montserrat Caballé, Júlia Hamari, Franco Bonisolli, Pietro Bottazzo          | Piero Bellugi, Orquesta y Coro de la RAI de Turín (Grabación de ina interpretación radiofónica, 20 de abril) | Audio CD: Opera d'Oro OPD 1206                              |
| 1983 | Katia Ricciarelli, Lucia Valentini Terrani, Dalmacio Gonzales, Dano Raffanti | Maurizio Pollini, La Orquesta de Cámara de Europa y el Coro Filarmónico de Praga                             | Audio CD: CBS "Masterworks" CD 39311; Fonit Cetra, CDC 31   |
| 1992 | June Anderson, Martine Dupuy, Rockwell Blake, Chris Merritt,                 | Riccardo Muti , Orquesta y Coro del Teatro alla Scala (Grabaco en representaciones en La Scala, junio)       | Audio CD: Philips Cat: 473 307-2; DVD: Opus Arte OALS 3009D |